# Solfia samoensis
Solfia es un género monotípico con una única  especie:  Solfia samoensis, perteneciente a la familia  de las palmeras (Arecaceae).

## Distribución y hábitat
Es originario de Samoa  donde crecen en los bosques montañosos, nublados, húmedos y con lluvia abundante, en alturas superiores a 500 m s. n. m.

## Descripción
Tiene un solitario tronco anillado de color marrón, de no más de 8 cm de diámetro.  El peciolo es corto, con el raquis delgado que lleva regularmente espaciados los foliolos con un nervio central y los extremos dentados.  Es monoico. La fruta es  carnosa y de color rojo cuando está madura, la fruta se vuelve arrugada cuando se seca conteniendo una semilla.

## Taxonomía
Solfia samoensis fue descrito por Karl Rechinger  y publicado en Repertorium Specierum Novarum Regni Vegetabilis 4: 233. 1907.
Etimología
Solfia: nombre genérico otorgado en honor de Wilhelm Solf (1862–1936), quien fue gobernador alemán en Samoa.
samoensis: epíteto geográfico que alude a su localización en Samoa.
Sinonimia
- Drymophloeus samoensis (Rech.) Becc. ex Martelli (1935).[2]